# Promachus argentipennis
Promachus argentipennis là một loài ruồi trong họ Asilidae. Promachus argentipennis được Efflatoun miêu tả năm 1929. Loài này phân bố ở vùng Cổ Bắc giới và nhiệt đới châu Phi.